# Giuseppe Corbellini
Giuseppe Corbellini (Settala, 19 marzo 1946) è un allenatore di calcio ed ex calciatore italiano, di ruolo attaccante.

## Carriera

### Giocatore
Cresciuto nel Milan, con cui vince il Campionato Primavera 1964-1965, passa alla Salernitana con cui vince il campionato di Serie C 1965-1966 giocando 28 partite con 3 reti.
Negli anni successivi continua a militare in Serie C con Cesena e Piacenza, dove è impiegato come centravanti o ala destra da Leo Zavatti, realizzando 5 reti in 32 partite nella squadra giunta al secondo posto dietro al Como. Riscattato dal Milan, dopo un anno all'Alessandria nel 1969 passa a titolo definitivo alla Casertana, con cui vince il campionato di Serie C 1969-1970; debutta in Serie B l'anno successivo, segnando 8 gol in 33 gare nel campionato che termina con la retrocessione dei campani.
Dopo un altro anno alla Casertana, passa al Savona, dove realizza 10 reti come trequartista in un attacco che comprende anche Natalino Gottardo e Vittorio Panucci (padre di Christian). Nel campionato 1973-1974, insieme a Gottardo, si trasferisce al Piacenza allenato da Giancarlo Cella: qui risulta il tiratore scelto della squadra, con 9 reti, tuttavia a fine stagione viene ceduto, non rientrando più nei piani tecnici del nuovo allenatore Giovan Battista Fabbri. Passa quindi al Parma, con cui torna in Serie B, nell'affare che porta Giuseppe Regali a Piacenza: l'esperienza con i ducali non è fortunata, e a fine stagione la squadra retrocede. Corbellini passa quindi all'Empoli e poi alla Solbiatese, con cui conclude la carriera professionistica a 32 anni, nel 1978.
Torna poi a Piacenza, dove si stabilisce definitivamente, con il Pro Piacenza nel campionato di Promozione. Nelle stagioni successive, come allenatore-giocatore, disputa partite anche con Podenzano e Pianello, fino ai 40 anni.
In totale conta 69 presenze ed 11 reti in Serie B con Casertana e Parma.

### Allenatore
Terminata la carriera, diventa allenatore tra i dilettanti. Nel campionato di Promozione 1981-1982 è allenatore-giocatore nel Pro Piacenza, squadra a cui resterà legato per varie stagioni da allenatore. 
Dopo un'esperienza al Casteggio, sempre in provincia di Piacenza allena negli anni Podenzano, Borgonovese, Nibbiano e Travo; nella stagione 2007-2008 allena il San Polo, in Seconda Categoria.

## Palmarès

### Club

#### Competizioni nazionali
- Campionato italiano Serie C: 2

Salernitana: 1965-1966
Casertana: 1969-1970

#### Competizioni giovanili
- Campionato Primavera: 1

Milan: 1964-1965